# Charles-Daniel de Talleyrand-Périgord
Pour les autres membres de la famille, voir Maison de Talleyrand-Périgord.
Charles-Daniel de Talleyrand-Périgord, surnommé le comte de Talleyrand, né le 16 juin 1734 à Paris et mort le 4 novembre 1788 dans la même ville, est un gentilhomme et militaire français. Il est le père du célèbre Charles-Maurice de Talleyrand-Périgord.

## Biographie

### Famille
Né le 14 juin 1734 à Paris, Charles-Daniel de Talleyrand-Périgord est le fils de Daniel-Marie Anne de Talleyrand-Périgord, marquis de Talleyrand et comte de Grignols (1706-1745) et de Marie-Élizabeth Chamillart de Cany (1713-1788). Du premier mariage de son père avec Marie Guyonne de Rochefort-Théobon, il a comme demi-frère Gabriel-Marie de Talleyrand-Périgord (1729-1795). Ses parents auront encore après lui 4 enfants : Augustin Louis, vicomte de Talleyrand (1735-1799), Alexandre-Angélique, futur cardinal (1736-1821), Louis-Marie, baron de Talleyrand (1738-1799) et Marie-Élizabeth, future marquise de Chabannes (1733-1812).
À cette époque, la maison de Talleyrand-Périgord fait partie de la haute noblesse de cour et bénéficie de nombreuses charges et fonctions , tant sur le plan civil (Menin du dauphin, dame du palais de la Reine, dame d'honneur de « Mesdames les cadettes », etc.) que militaire (commandement du Régiment de Normandie, lieutenant-général du roi, commandant général du Languedoc, etc.).

### Mariage et carrière
Le début de carrière de Charles-Daniel se montre assez prometteur. Bénéficiant des mêmes réseaux d'influences que son père (mort au siège de Tournai en 1745) et que son demi-frère au sein de la maison du dauphin, son avancement dans la hiérarchie militaire semble démarrer sous de bons auspices. Il devient ainsi colonel aux grenadiers de France dès 1752.
En 1751, alors qu'il n'a que 16 ans, il épouse Alexandrine de Damas d'Antigny (1728-1809), nommée pour l'occasion dame d'honneur de la dauphine. Son épouse (alors âgée de 22 ans) provient d'une famille de bonne noblesse mais encore mal établie à la cour. Croyant en la carrière de Charles-Daniel, la mariée apporte une dot de 15 000 livres de rente (ce qui est une somme correcte). Le jeune couple habite alors la maison du 4, rue Garancière à l'ombre de Saint-Sulpice et y auront bientôt plusieurs enfants : Alexandre (1752-1757), Charles-Maurice (1754-1838), Archambaud (1762-1838), Boson (1764-1830) et Louise (1771-1771). Chose plutôt rare dans la société nobiliaire, le couple restera uni et fidèle jusqu'à la fin.
Il est tout de même important de mentionner que sa fortune n'a rien à voir avec celle de Gabriel-Marie. Ce dernier est en effet l'ainé et a bénéficié d'une stratégie familiale pour lui faire épouser Marie-Françoise-Marguerite de Talleyrand-Périgord, héritière de la branche des princes de Chalais (la branche aînée des Talleyrand) et ainsi conserver son immense fortune au sein de la famille. Il ne reste donc plus grand-chose à Charles-Daniel, qui devra se contenter d'un mode de vie bien plus modeste.
Malgré ces désagréments financiers, le comte de Talleyrand obtient quelques charges de la part de Louis XV, qui se préoccupe de la situation du jeune couple. C'est ainsi qu'en 1759, il devient menin du dauphin et mestre de camp du Régiment de Talleyrand (qui sera incorporé en 1761 au Régiment Royal-Piémont dont il prendra aussi le commandement). Par ses nouvelles responsabilités, Charles-Daniel prendra part aux campagnes d'Allemagne de la Guerre de Sept Ans, où il sera d'ailleurs récompensé en devenant chevalier de l'ordre royal et militaire de Saint-Louis .

### Position à la cour
« Je suis né en 1754 ; mon père et ma mère avait peu de fortune ; ils avaient une position de cour qui, bien conduite, pouvait mener à tout, eux et leurs enfants »

— Talleyrand, Mémoires

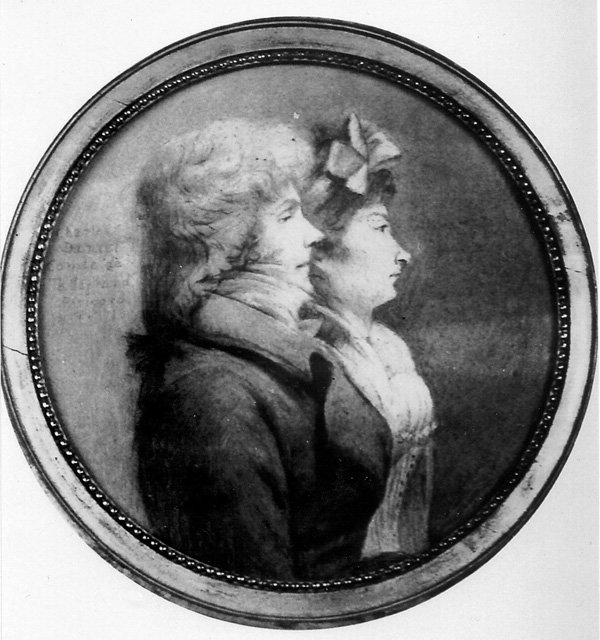
Portrait d'Alexandrine d'Antigny et de Charles-Daniel de Talleyrand-Périgord, fusain par Henri-Pierre Danloux (1773)

La position à la cour de Charles-Daniel et de sa femme reste tout de même assez précaire. Ils font partie de cette haute noblesse de cour désargentée, que les pensions accordées par le roi permettent de soutenir. Cependant, la mort du dauphin, père du futur Louis XVI, et la perte des réseaux qui lui étaient attachés mettent la famille dans une situation bien moins confortable. Alexandrine, qui n'arrive pas à faire partie du cercle privée de la nouvelle dauphine, devra se contenter de vivre dans un modeste appartement sous les combles de l'aile nord du château que l'on surnomme « le trou dans le mur ».
Dans une société aristocratique où l'élégance et le luxe sont coutumiers, c'est un véritable défi que de pouvoir vivre sans réelles richesses (notamment des terres ou des domaines en province). Pour cela, il faut nécessairement s'entremettre, demander des places, des pensions et solliciter tout le monde. La comtesse de Talleyrand y excelle (à tel point qu'on l'accusera de faire vivre sa famille avec « les miettes tombées des tables de Versailles »), et transmettra cette faculté à Charles-Maurice qui saura et voudra comme elle pourchasser la fortune.
Le jeune roi Louis XVI a pour sa part une certaine estime pour Charles-Daniel. L'ayant eu comme menin, il le place dans son entourage proche et lui permet d'être l'un des quatre otages de la sainte-ampoule lors de son sacre en 1775. Considérant avec respect le miliaire, il l'invite régulièrement à ses chasses dans les bois de Compiègne ou de Fontainebleau. Le roi le fait aussi chevalier du Saint-Esprit le 1er janvier 1776, puis lieutenant général des armées du roi en 1784.

### Éducation des enfants
« (...) je suis peut-être le seul homme d'une naissance distinguée et appartenant à une famille nombreuse et estimée, qui n'ait pas eu, une semaine de sa vie, la douceur de se trouver sous le toit paternel »

— Talleyrand, Mémoires

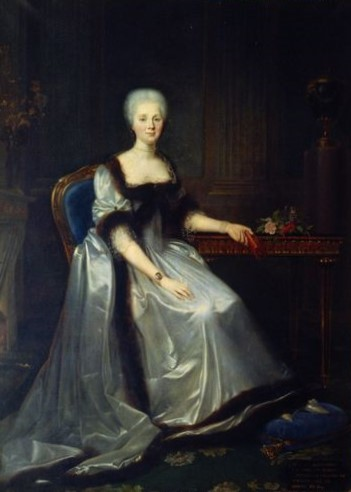
Portrait d'Alexandrine de Damas d'Antigny, la mère de Talleyrand, par Joseph Chabord

Dans ses mémoires, Talleyrand se présente comme un enfant presque abandonné chez une nourrice, délaissé et mal-aimé par ses parents. Cette vision des choses doit être remise dans le contexte de la société aristocratique du XVIIIe siècle pour être bien comprise. À une époque où les idées de Rousseau sur l'éducation ne sont pas encore publiées et où le concept d'amour parental est absent de l'aristocratie, les accusations d'indifférence lancées par Talleyrand envers ses parents ne montrent en fait que la réalité des choses. 
Ainsi, alors que Talleyrand se trouvait en province où il prétend être devenu boiteux à la suite d'une chute et du manque d'attention de sa nourrice et de ses parents (ce qui est très contesté aujourd'hui, car on attribue le pied bot de Talleyrand au syndrome de Marfan), sa mère était accaparée par ses charges à Versailles, et son père était occupé à son rôle de menin du dauphin ou à ses responsabilités militaires lors de guerre de Sept Ans.
On peut comprendre les pensées de Talleyrand à la suite de ces séjours chez sa nourrice, au château de Chalais, puis au collège d'Harcourt et sa frustration de devoir prendre une carrière ecclésiastique et de perdre son droit d'ainesse au profit d'Archambaud, tout cela cause de son handicap. Il faut cependant comprendre que ces manœuvres n'auraient choqué personne dans l'aristocratie du XVIIIe siècle. De plus, Charles-Daniel et Alexandrine font tout de même très attention à la santé de leur ainé (Alexandre étant mort en 1757) en l'emmenant en cure thermale à Forges, et assistent avec fierté à la célébration de sa première messe le 19 décembre 1799.

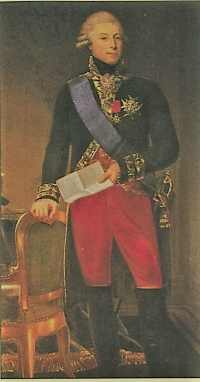
Portrait de Charles-Daniel de Talleyrand-Périgord en pied, par Joseph Chabord (sur une commande de Talleyrand pour son château de Valençay)

### Agonie et mort
En 1788, dans l'habitation de la rue Saint-Dominique, Charles-Daniel tombe dangereusement malade à la suite d'une inspection de troupes. Charles-Maurice, qu'on appelle alors l'abbé de Périgord et qui désire vivement un évêché (il aurait dû l'obtenir depuis longtemps), vient lui demander en pleurs le pardon pour sa conduite passée. Attendri, le père écrit sur son lit de mort une lettre à Louis XVI pour faire de son fils un évêque. Alors qu'il se refusait à cet acte depuis des années car il connaissait bien la réputation de Talleyrand, le roi va céder devant la supplique du mourant et permettre au fils de devenir évêque d'Autun.
Deux jours après la nomination de son fils, soit le 4 novembre 1788, Charles-Daniel meurt. Son enterrement est discret car il avait ordonné dans son testament « qu'on l'enterrat de la manière la plus simple et qu'on distribuerait aux pauvres la somme qu'aurait coûté un service pour une personne de son rang ». Son cortège sera tout de même suivi par le clergé de Saint-Sulpice, qui considérait avec honneur le défunt comte.

## Sources principales